# Acryptolaria longitheca
Acryptolaria longitheca is een hydroïdpoliep uit de familie Lafoeidae. De poliep komt uit het geslacht Acryptolaria. Acryptolaria longitheca werd in 1877 voor het eerst wetenschappelijk beschreven door Allman. 